# Уонзер, Бобби
Роберт Фрэнсис «Бобби» Уонзер (англ. Robert Francis "Bobby" Wanzer; 4 июня 1921, Бруклин, Нью-Йорк — 23 января 2016, Питтсфорд, штат Нью-Йорк) — американский профессиональный баскетболист и тренер.

## Карьера игрока
Играл на позиции атакующего защитника и разыгрывающего защитника. Учился в университете Сетон-Холл, в 1948 году был выбран на драфте НБА под 10-м номером командой «Рочестер Роялз» и всю свою спортивную карьеру провёл в этом клубе. Всего в НБА провёл 9 сезонов. В сезоне 1950/51 Уонзер стал чемпионом НБА в составе «Роялз». Пять раз принимал участие в матче всех звёзд НБА (1952—1956). Три раза включался во 2-ю сборную всех звёзд НБА (1952—1954). В 1987 году был включён в Зал славы баскетбола. Всего за карьеру в НБА сыграл 568 игр, в которых набрал 6924 очка (в среднем 12,2 за игру), сделал 1979 подборов и 1830 передач.
Уонзер стал первым игроком, перешагнувшим отметку в 90 % попаданий с линии штрафного броска (90,4) в сезоне 1951/52.

## Карьера тренера
Последние два сезона в качестве игрока Уонзер был играющим тренером родной команды «Рочестер Роялз» (1955—1957), а после завершения профессиональной карьеры проработал в «Роялз» на должности главного тренера ещё в течение двух сезонов (1957—1959), однако к тому моменту клуб уже стал называться «Цинциннати Роялз».
В сезоне 1957/58 в «Цинциннати» подобрался добротный коллектив, однако в марте 1958 года лидеры команды Дик Рикеттс и Морис Стоукс получили тяжёлые травмы в результате чего после окончания первенства оба были вынуждены уйти из баскетбола, хотя им обоим было всего по 24 года. Риккеттс позднее увлёкся бейсболом, а Стоукс после потери сознания перенёс приступ, затем впал в кому и, наконец, был парализован, врачи позднее поставили ему диагноз — посттравматическая энцефалопатия, что привело к нарушению функций мозга. Это стало тяжёлым ударом для молодого тренера, поэтому, проведя в следующем сезоне у руля команды всего 18 игр, Уонзер покинул клуб.
Позднее он тренировал команду Сент-Джон Фишер колледжа из города Питтсфорд (округ Монро в штате Нью-Йорк), что в восьми милях от Рочестера.
В 1957 году назначался на должность главного тренера матча всех звёзд НБА в команду Запада.
Уонзер умер 23 января 2016 года в своем доме в Питтсфорде, штат Нью-Йорк.

## Статистика

### Статистика в НБА
| Сезон                                                                                    | Команда        | Регулярный сезон | Регулярный сезон | Регулярный сезон | Регулярный сезон | Регулярный сезон | Регулярный сезон | Регулярный сезон | Регулярный сезон | Регулярный сезон | Регулярный сезон | Регулярный сезон | Серия плей-офф | Серия плей-офф | Серия плей-офф | Серия плей-офф | Серия плей-офф | Серия плей-офф | Серия плей-офф | Серия плей-офф | Серия плей-офф | Серия плей-офф | Серия плей-офф |
| Сезон                                                                                    | Команда        | GP               | GS               | MPG              | FG%              | 3P%              | FT%              | RPG              | APG              | SPG              | BPG              | PPG              | GP             | GS             | MPG            | FG%            | 3P%            | FT%            | RPG            | APG            | SPG            | BPG            | PPG            |
| ---------------------------------------------------------------------------------------- | -------------- | ---------------- | ---------------- | ---------------- | ---------------- | ---------------- | ---------------- | ---------------- | ---------------- | ---------------- | ---------------- | ---------------- | -------------- | -------------- | -------------- | -------------- | -------------- | -------------- | -------------- | -------------- | -------------- | -------------- | -------------- |
| 1948/49                                                                                  | Рочестер Роялз | 60               |                  |                  | 37,9             |                  | 82,3             |                  | 3,1              |                  |                  | 10,2             | 4              |                |                | 31,7           |                | 70,6           |                | 2,3            |                |                | 9,5            |
| 1949/50                                                                                  | Рочестер Роялз | 67               |                  |                  | 41,4             |                  | 80,6             |                  | 3,2              |                  |                  | 11,8             | 2              |                |                | 47,1           |                | 84,6           |                | 2,0            |                |                | 13,5           |
| 1950/51                                                                                  | Рочестер Роялз | 68               |                  |                  | 40,1             |                  | 85,0             | 3,4              | 2,7              |                  |                  | 10,8             | 14             |                |                | 47,1           |                | 91,0           | 5,1            | 4,2            |                |                | 12,5           |
| 1951/52                                                                                  | Рочестер Роялз | 66               |                  | 37,8             | 42,5             |                  | 90,4             | 5,0              | 4,0              |                  |                  | 15,7             | 6              |                | 41,5           | 42,9           |                | 95,9           | 6,3            | 3,2            |                |                | 18,8           |
| 1952/53                                                                                  | Рочестер Роялз | 70               |                  | 36,8             | 36,7             |                  | 81,2             | 5,0              | 3,6              |                  |                  | 14,6             | 3              |                | 38,7           | 37,8           |                | 85,2           | 7,0            | 3,0            |                |                | 17,0           |
| 1953/54                                                                                  | Рочестер Роялз | 72               |                  | 35,3             | 38,6             |                  | 73,4             | 5,4              | 3,5              |                  |                  | 13,3             | 6              |                | 40,8           | 40,5           |                | 81,8           | 5,8            | 4,3            |                |                | 16,0           |
| 1954/55                                                                                  | Рочестер Роялз | 72               |                  | 33,0             | 39,5             |                  | 78,6             | 5,2              | 3,4              |                  |                  | 13,1             | 3              |                | 33,3           | 45,7           |                | 91,7           | 7,0            | 2,7            |                |                | 18,0           |
| 1955/56                                                                                  | Рочестер Роялз | 72               |                  | 27,5             | 37,6             |                  | 71,9             | 3,8              | 3,1              |                  |                  | 10,4             | Не участвовал  | Не участвовал  | Не участвовал  | Не участвовал  | Не участвовал  | Не участвовал  | Не участвовал  | Не участвовал  | Не участвовал  | Не участвовал  | Не участвовал  |
| 1956/57                                                                                  | Рочестер Роялз | 21               |                  | 7,6              | 46,9             |                  | 78,3             | 1,2              | 0,4              |                  |                  | 3,9              | Не участвовал  | Не участвовал  | Не участвовал  | Не участвовал  | Не участвовал  | Не участвовал  | Не участвовал  | Не участвовал  | Не участвовал  | Не участвовал  | Не участвовал  |
|                                                                                          | Всего          | 568              |                  | 32,5             | 39,3             |                  | 80,2             | 4,5              | 3,2              |                  |                  | 12,2             | 38             |                | 39,4           | 42,5           |                | 88,0           | 5,8            | 3,5            |                |                | 14,6           |
| Наведите курсор мыши на аббревиатуры в заголовке таблицы, чтобы прочесть их расшифровку. |                |                  |                  |                  |                  |                  |                  |                  |                  |                  |                  |                  |                |                |                |                |                |                |                |                |                |                |                |